# Barracouta Pond
Barracouta Pond är en sjö i Belize. Den ligger i distriktet Corozal, i den norra delen av landet, 130 kilometer norr om huvudstaden Belmopan.